# Iwan Andrejewitsch Chowanski

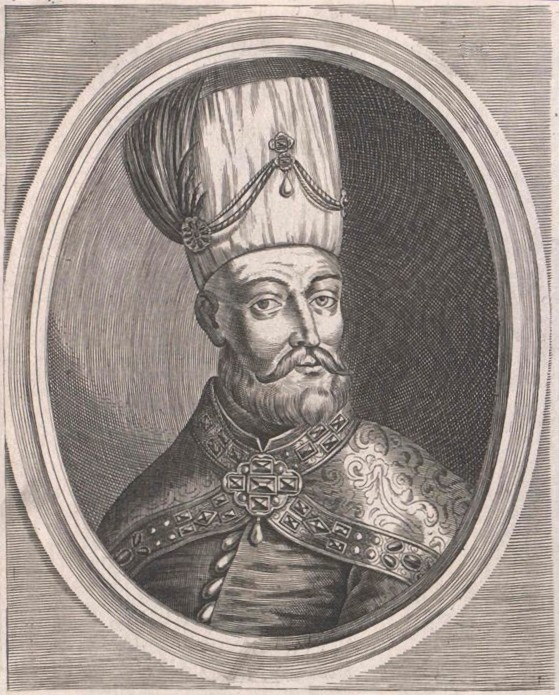
Fürst Iwan Chowanski

Fürst Iwan Chowanski (russisch Иван Андреевич Хованский; † 1682) war ein russischer Bojar, Militärführer und Gouverneur verschiedener russischer Provinzen. Sein Leben wurde in der Oper Chowanschtschina von Modest Mussorgski verarbeitet.
Er entstammte dem Fürstenhaus Chowanski, das zu den Gediminiden zählt. Er trat in den Dienst des Zaren unter Michail I. Im Russisch-Polnischen Krieg 1654–1667 diente er als Wojwode und befehligte die russischen Streitkräfte auf dem weißrussischen Kriegsschauplatz, zwischenzeitlich kämpfte er auch im Krieg gegen Schweden. 1659 wurde ihm die Bojarenwürde verliehen. 1682 beteiligte er sich am ersten Strelitzenaufstand, welcher der Zarewna Sofia die Regentschaft sicherte. Doch nur wenige Wochen später erhielt Sofia einen Hinweis auf eine von Chowanski geplante Verschwörung mit dem Ziel, die Zarenfamilie zu töten und selbst Zar zu werden. Fürst Chowanski wurde umgehend zum Tode verurteilt und zusammen mit seinem Sohn Andrei hingerichtet.